# Anthony Boyle
Pour les articles homonymes, voir Boyle.
Anthony Boyle, né le 8 juin 1994 à Belfast en Irlande du Nord au Royaume-Uni, est un acteur britannique.
Il est devenu célèbre en jouant le rôle de Scorpius Malefoy, l'un des rôles principaux dans la pièce Harry Potter et l'enfant maudit écrite par Jack Thorne et mise en scène par John Tiffany en collaboration avec J. K. Rowling. Il est nommé pour de nombreuses récompenses pour son rôle, et en remporte plusieurs, dont le prix Laurence Olivier Awards, dans la catégorie Meilleure performance dans un second rôle.

## Biographie

### Enfance et formation
Anthony Boyle naît le 8 juin 1994 à Belfast en Irlande du Nord au Royaume-Uni. Il a un frère et une petite sœur.
Il a d'abord suivi une formation à De La Salle College (en) puis à St Louise's Comprehensive College (en) à Belfast.
En 2013, il a commencé une formation en musique et de théâtre à la Royal Welsh College of Music & Drama (en) à Cardiff. Il a été diplômé en 2016.

### Carrière
Il est connu pour son rôle de Scorpius Malefoy dans la pièce Harry Potter et l'Enfant maudit écrite par Jack Thorne et mise en scène par John Tiffany en collaboration avec J. K. Rowling (2016).
Il a exercé également quelques rôles au cinéma et à la télévision et a remporté un West End Frame Awards (en), catégorie débutant, pour son rôle dans Harry Potter en 2016.

## Théâtre
- 2013 : Herons, mise en scène de Patsy Hughes, Pintsized Productions, Irlande du Nord : Aaron
- 2014 : Othello, mise en scène de Patricia Logue, Royal Welsh College of Music & Drama (en), Cardiff : Lago
- 2015 : East Belfast Boy, mise en scène de Fintan Brady, Partisan Productions, Belfast : Davey
- 2015 : Richard Burton Theatre Company (en), mise en scène de Andrew Whyment, Richard Burton Theatre Company, Cardiff : Skank
- 2015 : The Taming of the Shrew, mise en scène de Iqbal Khan, Richard Burton Theatre Company, Cardiff : Biondello, Curtis, Merchant, Widow
- 2015 : Mojo, miseen scène de Sean Linnen, Richard Burton Theatre Company, Cardiff : Baby
- 2016-2017 / 2018 : Harry Potter et l'Enfant maudit, mise en scène de John Tiffany, Palace Theatre, Londres puis Lyric Theatre, New York : Scorpius Malefoy

## Filmographie

### Cinéma

#### Longs métrages
- 2012 : Splash Area de George Clarke : Mike
- 2016 : Onus de George Clarke : Keiran Flynn[7]
- 2016 : The Lost City of Z de James Gray : Trench Runner
- 2016 : The Journey (en) de Colin Bateman : Ian Paisley jeune
- 2019 : Tolkien de Dome Karukoski : Geoffrey Bache Smith
- 2023 : Tetris de Jon S. Baird : Kevin Maxwell

#### Courts métrages
- 2012 : Pillow Talk de lui-même et George Clarke : Anto
- 2016 : The Party de Andrea Harkin : Mickey[8]
- 2018 : Bad Drawings de Peter Snelling : Scott

### Télévision

#### Séries télévisées
- 2014 : Game of Thrones : Garde de Bolton (épisode 6, saison 4)
- 2017 : Philip K. Dick's Electric Dreams : Sam (saison 1, épisode 3)
- 2018 : Derry Girls : David Donnelly (saison 1, épisodes 1 et 4)
- 2018 : Come Home : Liam Farell (saison 1, épisodes 1, 2 et 3)
- 2018 : Témoin indésirable (mini-série) : Jack Argyll (3 épisodes)
- 2018 : Patrick Melrose (mini-série) : Barry (saison 1, épisode 2)
- 2020 : The Plot Against America (mini-série) : Alvin Levin
- 2024 : Masters of the Air (mini-série) : le major Harry Crosby (en)
- 2024 : Manhunt (en) (mini-série) : John Wilkes Booth
- 2024 : Shardlake : Détective de l'ombre (en) (mini-série) : Jack Barak

## Voix francophones
En version française, Adrien Larmande est la voix régulière d'Anthony Boyle, le doublant dans toutes ses apparitions depuis Tolkien. Il retrouve l'acteur dans The Plot Against America, Tetris, Masters of the Air ou encore Manhunt (en). Auparavant, il a été doublé par Alexis Gilot dans Electric Dreams.